# Perovskitstruktur

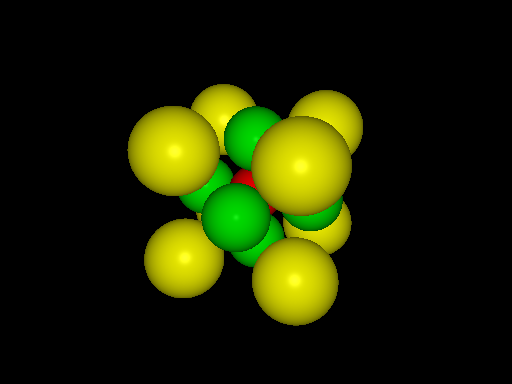
Perovskitstruktur. De gula kloten markerar A-platser, de röda B-platser och de gröna X-platser.

Perovskitstruktur är en kubisk eller pseudokubisk kristallstruktur som har uppkallats efter mineralet perovskit. Material av perovskittyp har den allmänna formeln ABX3. Många dubbeloxider har perovskitstruktur, där X är syre. I denna struktur är en A-platsjon, i hörnen på gittret, vanligtvis ett alkaliskt jordarts- eller sällsynt jordartselement. B-platsjoner, i mitten av gittret, kan vara ett 3d-, 4d- eller 5d-övergångsmetallelement. Ett stort antal metalliska element är stabila i perovskitstruktur, om toleransfaktorn t ligger i området 0,75–1,0,
{\displaystyle t={\frac {R_{A}+R_{O}}{{\sqrt {2}}(R_{B}+R_{O})}}}
där RA , RB och RO är jonradier för A- och B- platselementen respektive syre.
2009 kunde man visa att ett syntetiskt material med perovskitstruktur kunde absorbera solljus och generera elektrisk energi. Därefter har det varit en intensiv forskning för att konstruera effektivare solceller från liknande material.